# Eisschnelllauf-Sprintweltmeisterschaft 2015
Die 46. Eisschnelllauf-Sprintweltmeisterschaft wird vom 28. Februar bis zum 1. März 2015 im Eispalast Alau in der kasachischen Hauptstadt Astana ausgetragen. Kasachstan ist zum ersten Mal Austragungsort der Sprintweltmeisterschaften.

## Wettbewerb
Bei der Sprintweltmeisterschaft werden vier Strecken gelaufen, je zweimal über die Distanz von 500 m und 1.000 m, An beiden Tagen werden je zwei Strecken gelaufen. Wenn ein Sportler über eine Distanz am ersten Tag auf der Innenbahn startet, so startet er am zweiten Tag auf der Außenbahn oder umgekehrt. Nur die 24 besten Frauen und Männer nach drei Strecken qualifizieren sich für die vierte Strecke.
Die erzielten Zeiten werden in Punkte umgewandelt. Über 500 m entspricht die gelaufene Zeit der Punktzahl, über 1.000 m ergibt die gelaufene Zeit in Sekunden geteilt durch 2 die Punktzahl. Der Athlet mit der niedrigsten Gesamtpunktzahl nach vier Strecken gewinnt die Sprintweltmeisterschaft.

## Teilnehmer
- 59 Athleten nahmen an den Wettkämpfen teil, 27 Frauen[1] und 32 Männer[2]. Insgesamt waren 16 verschiedene Nationen vertreten.

| Volksrepublik China Deutschland Finnland Italien | Japan Kanada Kasachstan Südkorea | Niederlande Norwegen Österreich Polen | Russland Tschechien Vereinigte Staaten Belarus |

## Endergebnisse

### Frauen

#### Endstand
- Zeigt die zwölf erfolgreichsten Sportlerinnen der Sprint-WM.

| Rang | Name               | 1. Lauf 500 Meter | Punkte | 1. Lauf 1.000 Meter | Punkte | 2. Lauf 500 Meter | Punkte | 2. Lauf 1.000 Meter | Punkte | Gesamt- punkte |
| ---- | ------------------ | ----------------- | ------ | ------------------- | ------ | ----------------- | ------ | ------------------- | ------ | -------------- |
| 1    | Brittany Bowe      | 37,59 (1)         | 37,590 | 1:14,10 (1)         | 37,050 | 37,71 (1)         | 37,710 | 1:14,50 (1)         | 37,250 | 149,600        |
| 2    | Heather Richardson | 37,87 (2)         | 37,870 | 1:15,03 (2)         | 37,515 | 37,90 (2)         | 37,900 | 1:15,06 (2)         | 37,530 | 150,815        |
| 3    | Karolína Erbanová  | 38,04 (3)         | 38,040 | 1:16,91 (7)         | 38,455 | 38,06 (3)         | 38,060 | 1:16,14 (5)         | 38,070 | 152,625        |
| 4    | Jekaterina Aidowa  | 38,63 (13)        | 38,630 | 1:16,40 (4)         | 38,200 | 38,19 (4)         | 38,190 | 1:16,01 (4)         | 38,005 | 153,025        |
| 5    | Olga Fatkulina     | 38,16 (4)         | 38,160 | 1:16,59 (5)         | 38,295 | 38,42 (7)         | 38,420 | 1:16,88 (8)         | 38,440 | 153,315        |
| 6    | Qishi Li           | 38,49 (11)        | 38,490 | 1:16,79 (6)         | 38,395 | 38,52 (9)         | 38,520 | 1:15,85 (3)         | 37,925 | 153,330        |
| 7    | Margot Boer        | 38,38 (9)         | 38,380 | 1:16,33 (3)         | 38,165 | 38,64 (10)        | 38,640 | 1:16,80 (7)         | 38,400 | 153,585        |
| 8    | Vanessa Bittner    | 38,40 (10)        | 38,400 | 1:17,40 (10)        | 38,700 | 38,43 (8)         | 38,430 | 1:16,40 (6)         | 38,200 | 153,730        |
| 9    | Thijsje Oenema     | 38,30 (6)         | 38,300 | 1:17,16 (8)         | 38,580 | 38,27 (5)         | 38,270 | 1:17,30 (9)         | 38,650 | 153,800        |
| 10   | Judith Hesse       | 38,24 (5)         | 38,240 | 1:17,37 (9)         | 38,685 | 38,36 (6)         | 38,360 | 1:17,48 (10)        | 38,740 | 154,025        |
| 11   | Maki Tsuji         | 38,33 (7)         | 38,330 | 1:18,98 (16)        | 39,490 | 38,71 (12)        | 38,710 | 1:18,39 (14)        | 39,195 | 155,725        |
| 12   | Nadeschda Assejewa | 38,78 (14)        | 38,780 | 1:18,46 (14)        | 39,230 | 38,65 (11)        | 38,650 | 1:18,29 (13)        | 39,145 | 155,805        |

Im Falle von Punktgleichheit entscheidet die Zeit der letzten Strecke über die Platzierung.

#### 1. Lauf 500 Meter
| Platz | Name               | Land               | Zeit    | Punkte |
| ----- | ------------------ | ------------------ | ------- | ------ |
| 1     | Brittany Bowe      | Vereinigte Staaten | 37,59 s | 37,590 |
| 2     | Heather Richardson | Vereinigte Staaten | 37,87 s | 37,870 |
| 3     | Karolína Erbanová  | Tschechien         | 38,04 s | 38,040 |
| 4     | Olga Fatkulina     | Russland           | 38,16 s | 38,160 |
| 5     | Judith Hesse       | Deutschland        | 38,24 s | 38,240 |
| 6     | Thijsje Oenema     | Niederlande        | 38,30 s | 38,300 |
| 7     | Maki Tsuji         | Japan              | 38,33 s | 38,330 |
| 8     | Nao Kodaira        | Japan              | 38,37 s | 38,370 |
|       |                    |                    |         |        |
| 10    | Vanessa Bittner    | Österreich         | 38,40 s | 38,400 |

#### 1. Lauf 1.000 Meter
| Platz | Name               | Land                | Zeit        | Punkte |
| ----- | ------------------ | ------------------- | ----------- | ------ |
| 1     | Brittany Bowe      | Vereinigte Staaten  | 1:14,10 min | 37,050 |
| 2     | Heather Richardson | Vereinigte Staaten  | 1:15,03 min | 37,515 |
| 3     | Margot Boer        | Niederlande         | 1:16,33 min | 38,165 |
| 4     | Jekaterina Aidowa  | Kasachstan          | 1:16,40 min | 38,200 |
| 5     | Olga Fatkulina     | Russland            | 1:16,59 min | 38,295 |
| 6     | Qishi Li           | Volksrepublik China | 1:16,79 min | 38,395 |
| 7     | Karolína Erbanová  | Tschechien          | 1:16,91 min | 38,455 |
| 8     | Thijsje Oenema     | Niederlande         | 1:17,16 min | 38,580 |
|       |                    |                     |             |        |
| 9     | Judith Hesse       | Deutschland         | 1:17,37 min | 38,685 |
| 10    | Vanessa Bittner    | Österreich          | 1:17,40 min | 38,700 |

#### 2. Lauf 500 Meter
| Platz | Name               | Land               | Zeit    | Punkte |
| ----- | ------------------ | ------------------ | ------- | ------ |
| 1     | Brittany Bowe      | Vereinigte Staaten | 37,71 s | 37,710 |
| 2     | Heather Richardson | Vereinigte Staaten | 37,90 s | 37,900 |
| 3     | Karolína Erbanová  | Tschechien         | 38,06 s | 38,060 |
| 4     | Jekaterina Aidowa  | Kasachstan         | 38,19 s | 38,190 |
| 5     | Thijsje Oenema     | Niederlande        | 38,27 s | 38,270 |
| 6     | Judith Hesse       | Deutschland        | 38,36 s | 38,360 |
| 7     | Olga Fatkulina     | Russland           | 38,42 s | 38,420 |
| 8     | Vanessa Bittner    | Österreich         | 38,43 s | 38,430 |

#### 2. Lauf 1.000 Meter
| Platz | Name               | Land                | Zeit        | Punkte |
| ----- | ------------------ | ------------------- | ----------- | ------ |
| 1     | Brittany Bowe      | Vereinigte Staaten  | 1:14,50 min | 37,250 |
| 2     | Heather Richardson | Vereinigte Staaten  | 1:15,06 min | 37,530 |
| 3     | Qishi Li           | Volksrepublik China | 1:15,85 min | 37,925 |
| 4     | Jekaterina Aidowa  | Kasachstan          | 1:16,01 min | 38,005 |
| 5     | Karolína Erbanová  | Tschechien          | 1:16,14 min | 38,070 |
| 6     | Vanessa Bittner    | Österreich          | 1:16,40 min | 38,200 |
| 7     | Margot Boer        | Niederlande         | 1:16,80 min | 38,400 |
| 8     | Olga Fatkulina     | Russland            | 1:16,88 min | 38,440 |
|       |                    |                     |             |        |
| 10    | Judith Hesse       | Deutschland         | 1:17,48 min | 38,740 |

### Männer
- Zeigt die zehn erfolgreichsten Sportler der Sprint-WM.

| Rang | Name                 | 1. Lauf 500 Meter | Punkte | 1. Lauf 1.000 Meter | Punkte | 2. Lauf 500 Meter | Punkte | 2. Lauf 1.000 Meter | Punkte | Gesamt- punkte |
| ---- | -------------------- | ----------------- | ------ | ------------------- | ------ | ----------------- | ------ | ------------------- | ------ | -------------- |
| 1    | Pawel Kulischnikow   | 34,56 (1)         | 34,560 | 1:09,11 (3)         | 34,555 | 34,68 (1)         | 34,680 | 1:09,06 (1)         | 34,530 | 138,325        |
| 2    | Hein Otterspeer      | 35,08 (10)        | 35,080 | 1:08,93 (1)         | 34,465 | 35,03 (2)         | 35,030 | 1:09,52 (4)         | 34,760 | 139,335        |
| 3    | Alexei Jessin        | 35,04 (6)         | 35,040 | 1:09,46 (5)         | 34,730 | 35,38 (12)        | 35,380 | 1:09,41 (2)         | 34,705 | 139,855        |
| 4    | Michel Mulder        | 34,84 (2)         | 34,840 | 1:10,02 (10)        | 35,010 | 35,11 (5)         | 35,110 | 1:09,81 (8)         | 34,905 | 139,865        |
| 5    | Espen Aarnes Hvammen | 35,05 (7)         | 35,050 | 1:10,39 (15)        | 35,195 | 35,13 (6)         | 35,130 | 1:09,75 (6)         | 34,875 | 140,250        |
| 6    | Pim Schipper         | 35,36 (14)        | 35,360 | 1:09,67 (6)         | 34,835 | 35,40 (14)        | 35,400 | 1:09,73 (5)         | 34,865 | 140,460        |
| 7    | Mika Poutala         | 35,05 (7)         | 35,050 | 1:10,61 (16)        | 35,305 | 35,03 (2)         | 35,030 | 1:10,32 (12)        | 35,160 | 140,545        |
| 8    | Laurent Dubreuil     | 34,89 (3)         | 34,890 | 1:10,28 (13)        | 35,140 | 35,42 (16)        | 35,420 | 1:10,28 (11)        | 35,140 | 140,590        |
| 9    | Samuel Schwarz       | 35,47 (20)        | 35,470 | 1:09,67 (6)         | 34,835 | 35,62 (20)        | 35,620 | 1:09,87 (10)        | 34,935 | 140,860        |
| 10   | Jonathan Garcia      | 35,41 (16)        | 35,410 | 1:09,83 (9)         | 34,915 | 35,69 (23)        | 35,690 | 1:09,82 (9)         | 34,910 | 140,925        |
| 11   | Denis Kusin          | 35,75 (27)        | 35,750 | 1:09,73 (8)         | 34,865 | 35,58 (19)        | 35,580 | 1:09,75 (6)         | 34,875 | 141,070        |
| 12   | Mirko Giacomo Nenzi  | 35,38 (15)        | 35,380 | 1:10,34 (14)        | 35,170 | 35,34 (10)        | 35,340 | 1:10,37 (13)        | 35,285 | 141,075        |
|      |                      |                   |        |                     |        |                   |        |                     |        |                |
| 29   | Nico Ihle            | 35,05 (7)         | 35,050 | 1:09,10 (2)         | 34,550 | DSQ               | DSQ    |                     |        | 69,600         |

#### 1. Lauf 500 Meter
| Platz | Name                 | Land        | Zeit    | Punkte |
| ----- | -------------------- | ----------- | ------- | ------ |
| 1     | Pawel Kulischnikow   | Russland    | 34,56 s | 34,560 |
| 2     | Michel Mulder        | Niederlande | 34,84 s | 34,840 |
| 3     | Laurent Dubreuil     | Kanada      | 34,89 s | 34,890 |
| 4     | Roman Kretsch        | Kasachstan  | 34,92 s | 34,920 |
| 5     | Ruslan Muraschow     | Russland    | 34,95 s | 34,950 |
| 6     | Alexei Jessin        | Russland    | 35,04 s | 35,040 |
| 7     | Mika Poutala         | Finnland    | 35,05 s | 35,050 |
| 7     | Espen Aarnes Hvammen | Norwegen    | 35,05 s | 35,050 |
| 7     | Nico Ihle            | Deutschland | 35,05 s | 35,050 |
|       |                      |             |         |        |
| 20    | Samuel Schwarz       | Deutschland | 35,47 s | 35,470 |

#### 1. Lauf 1.000 Meter
| Platz | Name               | Land               | Zeit        | Punkte |
| ----- | ------------------ | ------------------ | ----------- | ------ |
| 1     | Hein Otterspeer    | Niederlande        | 1:08,93 min | 34,465 |
| 2     | Nico Ihle          | Deutschland        | 1:09,10 min | 34,550 |
| 3     | Pawel Kulischnikow | Russland           | 1:09,11 min | 34,555 |
| 4     | Shani Davis        | Vereinigte Staaten | 1:09,12     | 34,560 |
| 5     | Alexei Jessin      | Russland           | 1:09,46 min | 34,730 |
| 6     | Pim Schipper       | Niederlande        | 1:09,67 min | 34,835 |
| 6     | Samuel Schwarz     | Deutschland        | 1:09,67 min | 34,835 |
| 8     | Denis Kusin        | Kasachstan         | 1:09,73 min | 34,865 |

#### 2. Lauf 500 Meter
| Platz | Name                 | Land               | Zeit    | Punkte |
| ----- | -------------------- | ------------------ | ------- | ------ |
| 1     | Pawel Kulischnikow   | Russland           | 34,68 s | 34,680 |
| 2     | Mika Poutala         | Finnland           | 35,03 s | 35,030 |
| 2     | Hein Otterspeer      | Niederlande        | 35,03 s | 35,030 |
| 4     | Ruslan Muraschow     | Russland           | 35,06 s | 35,060 |
| 5     | Michel Mulder        | Niederlande        | 35,11 s | 35,110 |
| 6     | Roman Kretsch        | Kasachstan         | 35,13 s | 35,130 |
| 6     | Espen Aarnes Hvammen | Norwegen           | 35,13 s | 35,130 |
| 8     | Mitchell Whitmore    | Vereinigte Staaten | 35,24 s | 35,240 |
|       |                      |                    |         |        |
| 20    | Samuel Schwarz       | Deutschland        | 35,62 s | 35,620 |
| 30    | Nico Ihle            | Deutschland        | DSQ     | DSQ    |

#### 2. Lauf 1.000 Meter
| Platz | Name                        | Land        | Zeit        | Punkte |
| ----- | --------------------------- | ----------- | ----------- | ------ |
| 1     | Pawel Kulischnikow          | Russland    | 1:09,06 min | 34,530 |
| 2     | Alexei Jessin               | Russland    | 1:09,41 min | 34,705 |
| 3     | Håvard Holmefjord Lorentzen | Norwegen    | 1:09,43 min | 34,715 |
| 4     | Hein Otterspeer             | Niederlande | 1:09,52 min | 34,760 |
| 5     | Pim Schipper                | Niederlande | 1:09,73 min | 34,865 |
| 6     | Denis Kusin                 | Kasachstan  | 1:09,75 min | 34,875 |
| 6     | Espen Aarnes Hvammen        | Norwegen    | 1:09,75 min | 34,875 |
| 8     | Michel Mulder               | Niederlande | 1:09,81 min | 34,905 |
|       |                             |             |             |        |
| 10    | Samuel Schwarz              | Deutschland | 1:09,87 min | 34,935 |